# Signora Norén Eberhardsson
Anna Signora Teresia Norén Eberhardsson, född Norén 27 april 1905 i Södra Storliden, Norsjö, död 1984, var en svensk längdskidåkerska som tävlade för Norsjö IF och Bastuträsk IK. Hon var svensk mästare på 10 km 1925.

## Biografi
Signora Norén var yngsta barn till Johan Norén (f. 1854) och hans andra hustru Sara Andersdotter (f. 1867). Hon hade 12 syskon, varav två helsyskon, och växte upp i Södra Storliden, en ensamgård tre kilometer söder om Norsjö samhälle. Hennes farfar var Erik Norén, känd som Kuckumaffen i Kuckumaffens visa, ett gammalt allmogerim från Norsjö som bland annat karaktären Hilding Marlene gnolar i boken Äldreomsorgen i Övre Kågedalen.
Till det gemensamma arbetet på gården hörde slåtterarbetet och framförallt myrslåttern var ett tungt och konditionskrävande arbete som utgjorde en nyttig styrke- och grundträning. Barnen hade tre kilometer till skolan i Norsjö och ungefär lika långt till Åliden där de gick någon termin. Enda fortskaffningsmedlet var skidor, och det blev också hennes och syskonens stora intresse.
Signora Norén Eberhardsson slutade tävla av religiösa skäl. Hon var då bara drygt tjugo år. Hon läste därefter på bibelskolan i Vaxholm, där hon också mötte sin blivande man Bertil Eberhardsson som hon gifte sig med 1936. Under många år var hon predikant på olika platser, men återkom till Norsjö. Hennes man blev föreståndare för pingstförsamlingen i Norsjö.
Signora Norén Eberhardsson avled 1984 vid 79 års ålder. Hennes make skänkte tävlingspriserna till Norsjö skidlöparmuseum.

## Skidlöpare
Enligt en intervju med Signora Norén inleddes skidkarriären med fettisdagstävlingarna i Norsjö med start och mål vid Bagare Anderssons Kafé.  Även om föräldrarna inte var så entusiastiska över tävlandet, försökte de inte hindra eller avråda dottern. Fadern hade dåligt med verktyg för skidtillverkning, men han snickrade ett par hemgjorda skidor som var "ganska smäckra".
Inför en tävling i Boden fick hon låna ett utrustning av Oskar Näsvall, "en av Norsjös längsta karlar". Stavarna var tillverkade av björk, utrustade med tunga trugor och Norén "höll i någonstans i mitten av staven".
Tävlingsdräkten bestod på den tiden av ballongbyxor och jacka av gråmelerat khakityg och hatt i liknande tyg och färg. Pjäxor med höga skaft var tävlingsskor. Det var inte vanligt att unga kvinnor var klädda i långbyxor och de bytte snabbt om till långkjol efter tävlingarna.
Till tävlingar tog man sig på skidor, det fanns inga bussar eller bilar som transportmedel. Tävlingar längre bort inleddes med skidtur till Kusfors, där det då fanns en järnvägsstation, eller Bastuträsk station. Järnvägsbiljetten betalade idrottsföreningen och dessutom 8 kronor per dag som skulle täcka uppehället under tävlingarna. Norén tävlade rätt flitigt nationellt, men skellefteåtävlingarna var oftast de mest prestigefyllda drabbningarna, "som man på inga villkor ville förlora".
På Skid-SM i Boden 1921 vann Norsjö IF lagsegern med Signora Norén, Ellen Isaksson och Agnes Lindberg i det segrande laget. Norén kom individuellt femma. Året efter, på Skid-SM i Stockholm kom hon på 16:e plats.
På Skid-SM i Härnösand 1923 kom Signora Norén på andra plats efter Agnes Lindberg.
På Skid-SM i Östersund 1925 tävlade Norén för Bastuträsk IK och blev svensk mästare på 10 km, endast tre sekunder före tvåan. Norsjökamraten Agnes Lindberg blev tvåa. Tillsammans med Lindberg och Svea Johansson blev det också lagseger för Norén och Bastuträsk IK.
I och med denna framgång satte dessa tre punkt för sitt framgångsrika tävlande på elitnivå. Sista vintern Norén åkte vann hon fem tävlingar av sex möjliga.